# Élections municipales bulgares de 2023
Les élections municipales bulgares de 2023 ont lieu les 29 octobre et 5 novembre 2023 en Bulgarie afin d'élire pour quatre ans les conseils municipaux et les maires des municipalités du pays.
Le scrutin permet notamment la confrontation dans les urnes au niveau local de la coalition Citoyens pour le développement européen de la Bulgarie-Union des forces démocratiques (GERB-SDS) et de la coalition Nous continuons le changement - Bulgarie démocratique (PP-DB), dont les membres pourtant farouchement opposés politiquement, ont été contraints de s'entendre et former le Gouvernement Denkov à l'issue des élections législatives organisées six mois plus tôt, mettant ainsi fin à plus de deux ans de crise politique.

## Résultats

### Sofia

#### Maire
| Candidats     | Candidats                 | Partis                    | Premier tour | Premier tour | Second tour | Second tour |
| Candidats     | Candidats                 | Partis                    | Voix         | %            | Voix        | %           |
| ------------- | ------------------------- | ------------------------- | ------------ | ------------ | ----------- | ----------- |
|               | Vassil Terziev            | PP                        | 119 121      | 31,80        | 175 044     | 48,20       |
|               | Vanya Grigorova           | BSP                       | 80 875       | 21,59        | 170 258     | 46,49       |
|               | Anton Hekimyan            | GERB                      | 66 792       | 17,83        |             |             |
|               | Deyan Nikolov             | Renaissance               | 29 052       | 9,76         |             |             |
|               | Vili Lilkov               | Sofia Bleue               | 21 356       | 5,69         |             |             |
|               | Ivaylo Valchev            | ITN                       | 11 861       | 3,17         |             |             |
|               | Radostin Vasilev          | Indépendant               | 9 450        | 2,52         |             |             |
|               | Violeta Komitova          | BV                        | 4 336        | 1,16         |             |             |
|               | Autres candidats          | Autres candidats          | 15 622       | 5,84         |             |             |
|               | "Je ne soutiens personne" | "Je ne soutiens personne" |              |              |             | 4,9         |
|               |                           |                           |              |              |             |             |
| Votes valides |                           |                           |              |              |             |             |

### Conseil municipal
|                    | |      |       |       |        |               |
| Parti ou coalition | Parti ou coalition                                                                                 | Voix | %     | +/-   | Sièges | +/-           |
|                    | Nous continuons le changement - Bulgarie démocratique (PP-DB)                                      |      | 34,3  | 19,78 | 22     | 10            |
|                    | Citoyens pour le développement européen de la Bulgarie - Union des forces démocratiques (GERB-SDS) |      | 19,9  | 12,78 | 14     | 13            |
|                    | Parti socialiste bulgare (BSP)                                                                     |      | 18,05 | 5,2   | 15     | 6             |
|                    | Renaissance                                                                                        |      | 11.1  | 10,02 | 3      | 3             |
|                    | Sofia Bleue                                                                                        |      | 4,7   | Nv.   | 3      | 3             |
|                    | Il y a un tel peuple (ITN)                                                                         |      | 1,61  | Nv.   | 3      | 3             |
|                    | VMRO - Mouvement national bulgare (VMRO-BND)                                                       |      | 1,8   | 3,02  | 1      | 3             |
|                    | Indépendants                                                                                       |      |       |       | 6      | 6             |
|                    | Autres                                                                                             |      |       |       |        |               |
|                    | "Je ne soutiens personne"                                                                          |      |       | -     | -      |               |
|                    | |      |       |       |        |               |
| Votes valides      | Votes valides                                                                                      |      |       |       |        | en stagnation |